# Суперзвезда (фильм, 2004)
«Суперзвезда» (англ. Raise Your Voice) — американская мелодрама для подростков. Фильм рассказывает историю молодой девушки, проводящей лето в сценической школе в Лос-Анджелесе, переживающей трагическую смерть своего брата, мечтавшего о её музыкальной славе.

## Сюжет
Терри Флетчер — 16 летняя девушка из провинциального американского городка Флагстафф (Аризона). Терри поёт в церковном хоре, занимается вокалом и играет на пианино дома. Но её старший брат Пол уверен, что это не предел для Терри, она должна стать звездой мировой сцены. Пол погибает в автокатастрофе, а Терри отправляется в Лос-Анджелес на летний отдых в музыкальном колледже. Она вынуждена скрывать это от отца, мать и тетя помогают ей сохранить секрет. Терри находит свою любовь, противостоит недругам, учится вкладывать в музыку всю свою душу. Вместе со своим новым другом она учится преодолевать страх и выступать на публике. В итоге отец узнает об обмане, но увидев выступление Терри и поняв её, он разрешает заниматься музыкой и дальше. По мотивам рассказа Мич Роттер.

## В ролях
| Актёр              | Роль                         |
| ------------------ | ---------------------------- |
| Хилари Дафф        | Терри Флетчер                |
| Оливер Джеймс      | Джей Корган (парень Терри)   |
| Дэвид Кит          | Саймон Флетчер (отец Терри)  |
| Рита Уилсон        | Френцис Флетчер (мать Терри) |
| Джейсон Риттер     | Пол Флетчер (брат Терри)     |
| Кэт Деннингс       | Слоэн (подруга Терри)        |
| Дана Дэвис         | Дэнис (подруга Терри)        |
| Джон, Корбетт      | Мистер Торвальд              |
| Джонни, Льюис      | Энгельберт «Киви» Уилсон     |
| Ребекка, Де Морнэй | тетя Нина                    |

## Саундтрек
Саундтрек фильма не был выпущен отдельно, но песни «Fly», «Someone’s Watching Over Me» и «Jericho» можно найти во втором альбоме Хилари Дафф. 
 Ещё одну песню («Are you ready») можно найти в дискографии группы Three Days Grace.

## Кассовые сборы
- Общие сборы — 13 573 284 $
  - В США — 10 411 980 $
  - В мире — 3 161 304 $
  - Первый вик-энд (США) — 4 022 693 $

## Другие названия
- Первоначально проект назывался «Heart of Summer», но поскольку дата выпуска ленты была перенесена с августа на октябрь, название было решено изменить,[1] но пираты в России название не изменили, поэтому в стране фильм больше известен под именем «Сердце Лета».
- Также в России встречается название «Возвысь свой голос», что является прямым переводом английского названия.

## Интересные факты
Главные роли должны были исполнять Эван Рэйчел Вуд и Джонатан Джексон, но из-за изменения графика съёмок картины они выбыли из проекта вместе с режиссёром Джеймсом Хэйманом и актрисой Энни Поттс, утвержденной на роль матери Терри. Место действия фильма было в результате перенесено из Нью-Йорка в Лос-Анджелес.